# 安永大噴火
安永大噴火（あんえいだいふんか）は、江戸時代中期の安永8年10月1日（1779年11月8日）から天明2年（1782年）にかけてに発生したとされる桜島の噴火である。噴火場所は（南岳山頂）、南岳南山腹、北岳の北東山腹から北東沖合の海底（1780、1781年）であった。
この噴火活動により8つの島が形成されたが、後の合体・侵食などにより、現在は新島を含む4島のみが残る。火山爆発指数はVEI4で、死者150余名を出した。

## 概要
桜島周辺では、1779年11月7日（安永8年9月29日）の夕方頃から有感地震が頻発し、翌11月8日（10月1日）の朝から、井戸水が沸き立ったり海水が紫に変色したりするなどの異変が観察された。11時頃から南岳山頂火口から白煙が上がった。14時頃に南岳南側中腹から黒煙が上がり、その直後に桜島北東部からも噴火が始まった。夕方には南側火口付近から火砕流が流下した。夕方から翌朝にかけて大量の軽石や火山灰を噴出し、遠地の江戸や長崎でも降灰があった。
11月9日（10月2日）には北岳の北東部山腹および南岳の南側山腹から溶岩流出が始まり、翌11月10日（10月3日）には海岸に達した（安永溶岩）。翌年1780年8月6日（安永9年7月6日）には桜島北東海上で海底噴火が発生、続いて1781年4月11日（安永10年3月18日）にもほぼ同じ場所で海底噴火およびそれに伴う津波が発生し被害が報告されている。
噴火後に鹿児島湾北部沿岸の海水面が1.5–1.8 m上昇したという記録があり、噴火に伴う地盤の沈降が起きたと考えられている。一連の火山活動による噴出物量は溶岩が約1.7立方km、軽石が約0.4立方kmにのぼった。
(津久井 2011)は降灰の多くは太平洋であったが、一部は偏西風によって紀伊半島、東海地域、関東平野、宮城県牡鹿半島にまで及んだと報告した。

## 安永諸島

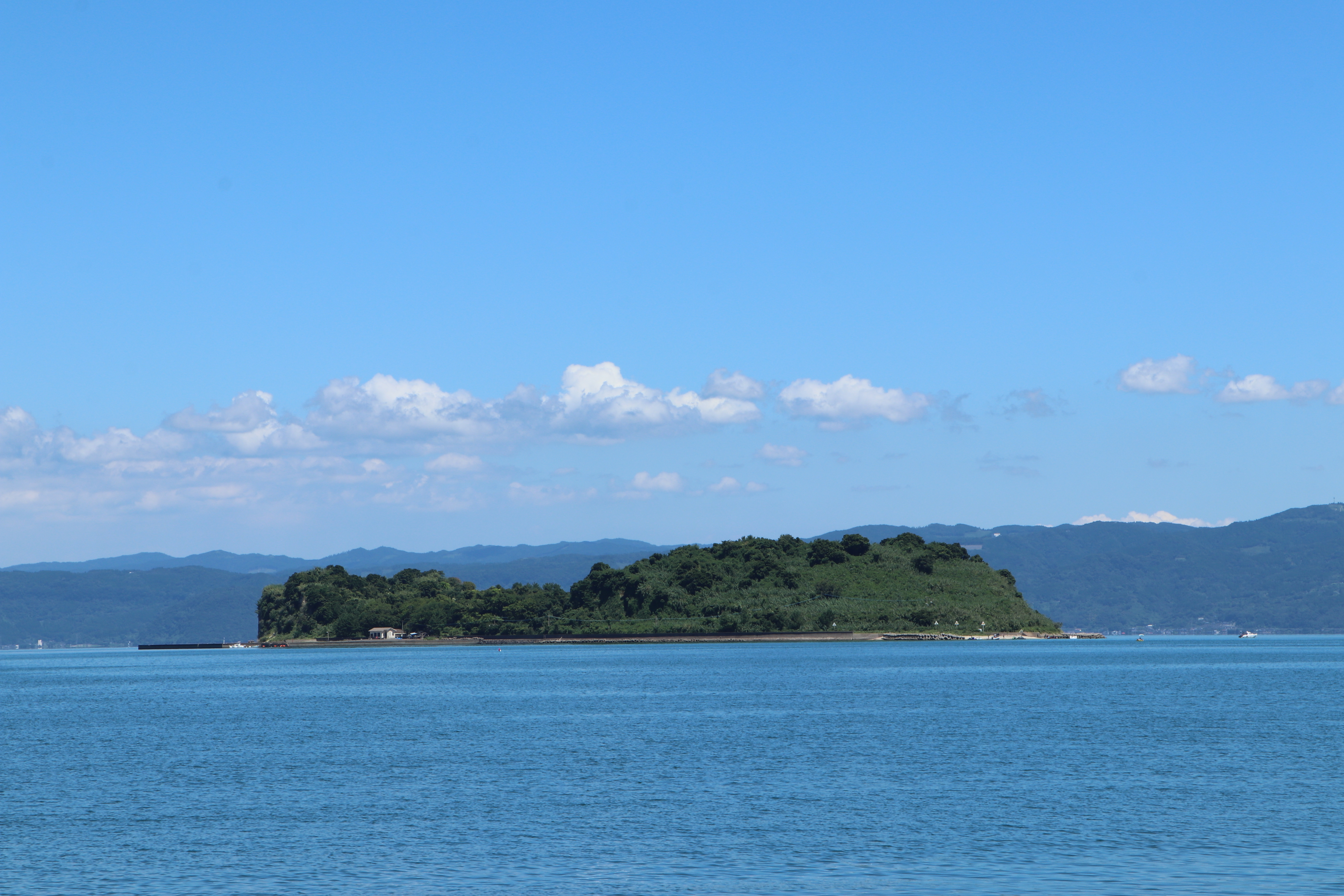
安永大噴火によって形成された新島（2021年撮影）

一連の海底火山活動によって桜島北東の高免村（現在の高免町）の沖合に燃島、硫黄島、猪ノ子島など6つの火山島が形成され、「安永諸島」と名付けられた。島々のうちいくつかは間もなく水没したり、隣接する島と結合したりして、『薩藩名勝志』には八番島までが記されているという。ただし現存するのは4島のみである。最も大きい新島（燃島）には1800年（寛政12年）から人が住むようになった。

## 被害
薩摩藩が幕府に報告した被害状況は「永損高約1万520石・当損高約1万3,041石・死者153人・死馬285頭」となっている。

## 桜島の三大噴火
安永大噴火は、「桜島の三大噴火」の1つであり、他の2つは文明大噴火（15世紀）と大正大噴火（1914年）である。これらはいずれもVEI4の大規模なマグマ噴火であった。
| 噴火の名称 | 噴火年代      | マグマ噴出量 | 火山爆発指数 | 死者    |
| ---------- | ------------- | ------------ | ------------ | ------- |
| 文明大噴火 | 1471年-1476年 | 0.77 DRE km3 | VEI 4        | 多数    |
| 安永大噴火 | 1779年-1782年 | 1.86 DRE km3 | VEI 4        | 150余名 |
| 大正大噴火 | 1914年-1915年 | 1.58 DRE km3 | VEI 4        | 58名    |